# تولید جمعی

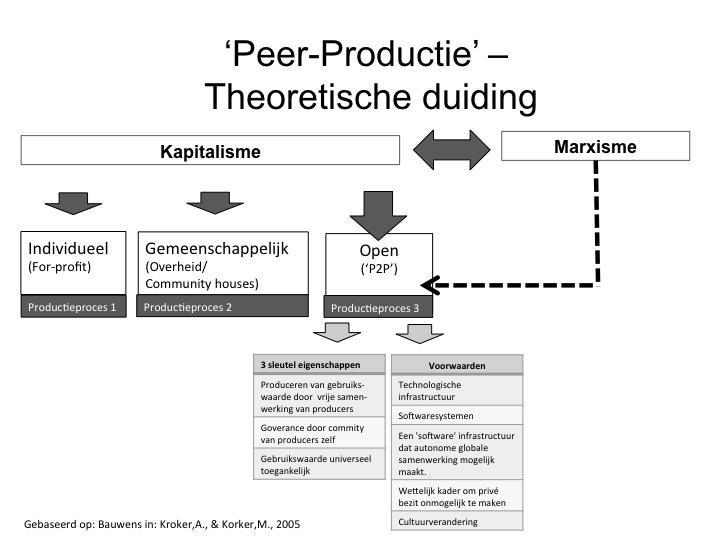
کادر نظریه‌پرداز

تولید جمعی (به انگلیسی:Peer production) همچنین شناخته شده با عنوان همکاری جمعی، روشی برای تولید کالاها و خدمات است که به جوامع خود ساماندهی شده افراد متکی است. در چنین جوامعی، فعالیت‌های بخش عمده ای از مردم برای رسیدن به یک نتیجه مشترک باهم هماهنگ است.